# Катаплексија
Kатаплексија релативно је ретко стање које се може сматрати нападом моторне инхибиције са губитком мишићног тонуса и арефлексијом, што узрокује слабост и имобилизацију. Може бити изазвана различитим емоционалним стањима и често је праћена сном. Најчешће се јавља код нарколепсије, али и код кататонске шизофреније и тада се назива воштана савитљивост или флексибилност.
Катаплексија заједно са нарколепсијом и емоцијом чине посебну тријаду  поремећаја. За пацијенте са катаплексијом и нарколепсијом користи се термин Желиноов синдром.
Катаплексија се дефинише и као прелазна фаза из будности директно у атонично стање, као што се то види у РЕМ фази сна, а коју покрећу емоционални стимулуси. То потврђује и подржавајућа терапија кока укључује лекове са својствима сузбијања РЕМ фазе.
Дијагноза катаплексије се примарно заснива на клиничкој презентацији и медицинској документација а ретко се потврђује видеополиграфом. Изоловану катаплексију увек треба узети у обзир у диференцијалној дијагнози пацијента са нападима пада (које карактеришу спонтани падови праћени брзим опоравком). као што се примећује код пацијената са синкопом, повезаномм са пролазним губитком свести. Код неких пацијената падови могу бити последица напада.

## Порекло назива
Термин катаплексија потиче од грчких речи κατά (ката, што значи „доле“) и πλῆξις (плeксис, што значи „ударац“)  и први пут је коришћен око 1880. године у немачкој физиолошкој литератури да би се описао феномен тоничке непокретности, познат и као „играње опосума“ (у вези са понашањем опосума да глуми смрт када је угрожен). Исте године, француски неуропсихијатар Жан-Батист Желино сковао је термин „нарколепсија“ и објавио неке клиничке извештаје који су садржали детаље о два пацијента која су имала слична стања као и тренутни случајеви нарколепсије.  Ипак, почетак који је пријавио био је у одраслом добу, у поређењу са тренутним случајевима пријављеним у детињству и адолесценцији.  Чак и ако је више волео термин „астазија“ уместо „катаплексија“, случај који је описао остаје историјски за дијагнозу потпуног нарколептичког синдрома. 

## Основне информације
Катаплексија се јавља када јаке емоције (попут смеха, узбуђења или беса) изазову изненадну, кратку мишићну слабост у будном стању. Она је један од главних симптома нарколепсије - хроничног (доживотног) поремећај спавања који изазива потребу да се изненада заспи током дана и којој је готово немогуће одолети. Погађа децу и одрасле. Катаплексија је такође и један од симптома одређених веома ретких генетских стања.
Слабост мишића у епизодама катаплексије може варирати од благе до тешке. На пример, Катаплексија се јавља када јаке емоције (попут смеха, узбуђења или беса) изазову изненадну, кратку мишићну слабост док сте будни. То је један од главних симптома нарколепсије. Нарколепсија је хронични (доживотни) поремећај спавања који изазива потребу да се изненада заспи током дана којој је готово немогуће одолети. Погађа децу и одрасле. Катаплексија је такође симптом одређених веома ретких генетских стања.
Слабост мишића у епизодама катаплексије може варирати од благе до тешке. На пример, пацијент може имати слабост само у неколико мишића, попут оних на лицу, што доводи до опуштања вилице или благог пада главе. У тешким случајевима, пацијент може изгубити потпуну контролу над мишићима и колабирати. Али пацијенти остају свесни (будни) током напада катаплексије, за разлику од несвестице (синкопе) и напада.
Напади обично трају од неколико секунди до неколико минута и одмах пролазе сами од себе. Учесталост напада варира. Неки пацинети имају неколико напада катаплексије дневно, док их други могу имати само неколико пута годишње.

#### Која је разлика између катаплексије и нарколепсије?
Катаплексија је симптом нарколепсије. Постоје две главне врсте нарколепсије. 
- Нарколепсија тип 1 - је облик који укључује катаплексију. Особе са овим типом имају низак ниво специфичног неуротрансмитера (хемикалије у мозгу) који се зове орексин (хипокретин). Она имају катаплексију и прекомерну дневну поспаност.
- Нарколепсија тип 2 - је облик који не укључује катаплексију. Особе са овим типом обично имају нормалне нивое орексина.

## Етиологија
Етиологија овог поремећаја није позната, иако се сматра да је узрокован дисфункцијом функција спавања и буђења, односно стањем, у коме тело као да спава док је ум у будном стању.
Клинички експерименти које је 1990-их спровео тим Џерома М. Сигела на псима оболелим од нарколепсије истакли су да је неуобичајена активност продужене мождине одговорна за катаплексију. Док је истраживање на Универзитету у Лиону показало да оштећење горњих делова можданог стабла повезани са продуженом мождином утичу на болест, као и друго подручје можданог стабла названо локус коерулеус, чије ћелије постају неактивне пре и током катаплексије и сна. Према овим студијама, постојала би два истовремена узрока за развој болести:
- недостатак извора ексцитације моторних неурона узрокован суспензијом норадреналинских ћелија,

- активација, уместо тога, паралелног система у кичменој мождини који инхибира моторне неуроне.

Истовремено, на Универзитету Станфорд, истраживачки тим Емануела Мињота открио је да су пси који пате жртве генетске мутације неуротрансмитера орексина. 
Трећу хипотезу предложили су истраживачи у болници Сеива у Токију, који су потврдили везу између катаплексије и неких још увек непознатих фактора околине, који покрећу аутоимуну реакцију, способну да оштети неуроне који регулишу буђење и мишићни тонус. 

## Клиничка слика
Катаплексију је често тешко идентификовати јер може изгледати као напад. Али кључна разлика између њих две је у томе што погођена особа остаје  свесна током напада катаплексије.
Мишићна слабост прво утиче на мишиће лица и врата, а затим се спушта надоле ка трупу и удовима. То може изгледати као спуштање лица и нејасан говор (парцијални напади) до колапса (комплетни напади, који су ретки).
Већина особа може да предосети напад. Напади обично потпуно нестају у року од неколико минута без икаквих трајних последица. Особе које доживљавају катаплексију и знају да имају епизоде различито их описују.

#### Катаплексија код деце
Напади катаплексије изгледају мало другачије код деце. Деца су склонија слабости лица, вилице и капака. Или могу имати друге абнормалне покрете лица и изразе лица. Нека деца исплазе језик током напада.
Чессто код родитеља постоји тенденција да погрешно замене катаплексију код мале деце са неспретношћу, нападима, несвестицом или понашањем које тражи пажњу. Ако се понашање  детета промени, важно је да се родитељи одмах обрате дететовом лекару.

## Терапија
Лечење катаплексије укључује инхибиторе поновног преузимања норепинефрина и серотонина (трициклични антидепресиви као што је амитриптилин) или средства која стимулишу пресинаптичко ослобађање норепинефрина (амфетамини). Пацијентима су такође дају флуоксетин и венлафаксин. Натријум оксибутират, натријумова со γ-хидроксибутират  (GHB) и метаболит гама аминобутерне киселине (GABA), одобрени су 2002. године од стране Америчке агенције за храну и лекове (FDA) за посебан третман катаплексије код пацијената са нарколепсијом. Смањење катаплектичких напада, након примене ових лекова, може се објаснити специфичним везивањем за GABA  и GHB рецепторе, али тачни механизми још увек треба да се разјасне.

## Превенција
Иако се у начелу не можете увек спречити напад  катаплексије, многе особе са нарколепсијом типа 1 наводе да је већа вероватноћа да ће доживети нападе када су исцрпљени. Због тога, одржавање здраве рутине спавања (хигијене спавања) може помоћи у смањењу броја напада катаплексије. Ево неколико савета:
- на спавање би требало ићи у исто време сваке ноћи и устајти у исто време сваког јутра,
- простор у којем се спава требало би да буде тих, таман и на удобној температури,
- електронске уређаје, попут телевизора, рачунара и телефона, требало би уклонити из простора за спавање,
- избегавати велике оброке, кофеин и алкохол најмање два сата пре спавања,
- бавити се физичком активношћу током дана, јер може помоћи да се лакше заспиноћу.